# Jean-Baptiste Périer
Jean-Baptiste Périer (* 30. April 1871 in La Rochelle; † 5. Oktober 1933 in Saintes) war ein französischer Diplomat.

## Leben
Jean-Baptiste Périer war mit Élisabeth Romieux verheiratet; ihre gemeinsamen Kinder waren Philippe und Robert Périer. Er besuchte das Lycée von Rochelle und studierte Rechtswissenschaft an der École libre des sciences politiques. Von 1900 bis 1904 war er Attaché an der Gesandtschaft in London, wo er 1905 Wirtschaftsattaché wurde.
Von 1923 bis zum 4. September 1923 und vom 28. November 1928 bis 1932 war er Ministre plénipotentiaire in Mexiko-Stadt.
Als Plutarco Elías Calles sein Amt antrat, meinte der Diplomat Périer, es handelt sich beim neuen Staatspräsident von Mexiko um eine „Neuauflage des ex-Präsidenten Porfirio Díaz“.